# 帕爾比格河
帕爾比格河是俄羅斯的河流，由托木斯克州負責管轄，河道全長320公里，流域面積9,180平方公里，發源自瓦休甘平原，湖水主要來自融雪，每年十月下旬至翌年五月上旬結冰。